# Munna japonica
Munna japonica là một loài chân đều trong họ Munnidae. Loài này được Shimomura & Mawatari miêu tả khoa học năm 2001.